# 18731 Vil'bakirov
18731 Vil'bakirov è un asteroide della fascia principale. Scoperto nel 1998, presenta un'orbita caratterizzata da un semiasse maggiore pari a 3,0362212 au e da un'eccentricità di 0,0434601, inclinata di 8,98712° rispetto all'eclittica.
L'asteroide è dedicato al sociologo ucraino Vil' Savbanovič Bakirov.